# قطر (الباب)
قطر  قرية سوريّة تتبع إداريّاً لمحافظة حلب منطقة الباب ناحية تادف، بلغ تعداد سكانها 307 نسمة حسب التعداد السكاني لعام 2004.